# Ryan Porteous
Ryan Porteous (Dalkeith, 25 marzo 1999) è un calciatore scozzese, difensore del Los Angeles FC e della nazionale scozzese.

## Caratteristiche tecniche
Difensore centrale forte fisicamente e abile nei contrasti, possiede una buona intelligenza tattica che gli permette di scegliere sempre il tempo giusto negli interventi difensivi e che gli permette di giocare anche a centrocampo grazie anche a una buona visione di gioco. Risulta discreto anche in zona gol grazie a un ottimo colpo di testa e un discreto tiro dalla distanza.

## Carriera

### Club
Ha giocato nella prima divisione scozzese e nella seconda divisione inglese.

### Nazionale
Ha giocato nella nazionale scozzese Under-19.
Il 6 settembre 2018 ha esordito con la nazionale Under-21 scozzese disputando il match di qualificazione per gli Europei Under-21 2019 vinto 3-0 contro Andorra.
Il 27 settembre 2022 esordisce in nazionale maggiore.
L'8 settembre 2023 segna la sua prima rete in nazionale, nell'incontro vinto per 0-3 in trasferta contro Cipro valido per le qualificazioni agli Europei 2024.

## Statistiche

### Presenze e reti nei club
Statistiche aggiornate al 30 giugno 2025.
| Stagione         | Squadra          | Campionato       | Campionato | Campionato | Coppe nazionali | Coppe nazionali | Coppe nazionali | Coppe continentali | Coppe continentali | Coppe continentali | Altre coppe | Altre coppe | Altre coppe | Totale | Totale | Totale |
| Stagione         | Squadra          | Comp             | Pres       | Reti       | Comp            | Pres            | Reti            | Comp               | Pres               | Reti               | Comp        | Pres        | Reti        | Pres   | Reti   |        |
| ---------------- | ---------------- | ---------------- | ---------- | ---------- | --------------- | --------------- | --------------- | ------------------ | ------------------ | ------------------ | ----------- | ----------- | ----------- | ------ | ------ | ------ |
| 2016-2017        | Edinburgh        | SL2              | 23         | 3          | CS              | 1               | 0               | -                  | -                  | -                  | -           | -           | -           | 24     | 3      |        |
| 2017-2018        | Hibernian        | SP               | 6          | 1          | CS+CdL          | 0+3             | 0+2             | -                  | -                  | -                  | -           | -           | -           | 9      | 3      |        |
| 2018-2019        | Hibernian        | SP               | 16         | 3          | CS+CdL          | 0+2             | 0+0             | UEL                | 5                  | 0                  | -           | -           | -           | 23     | 3      |        |
| 2019-2020        | Hibernian        | SP               | 14         | 1          | CS+CdL          | 2+1             | 0+0             | -                  | -                  | -                  | -           | -           | -           | 17     | 1      |        |
| 2020-2021        | Hibernian        | SP               | 34         | 1          | CS+CdL          | 5+3             | 0+0             | -                  | -                  | -                  | -           | -           | -           | 42     | 1      |        |
| 2021-2022        | Hibernian        | SP               | 29         | 2          | CS+CdL          | 3+4             | 0+0             | UECL               | 4                  | 0                  | -           | -           | -           | 40     | 2      |        |
| 2022-gen. 2023   | Hibernian        | SP               | 21         | 3          | CS+CdL          | 1+4             | 0+0             | -                  | -                  | -                  | -           | -           | -           | 26     | 3      |        |
| Totale Hibernian | Totale Hibernian | Totale Hibernian | 120        | 11         |                 | 28              | 2               |                    | 9                  | 0                  |             | -           | -           | 157    | 13     |        |
| gen.-giu. 2023   | Watford          | FLC              | 17         | 2          | FACup+CdL       | -               | -               | -                  | -                  | -                  | -           | -           | -           | 17     | 2      |        |
| 2023-2024        | Watford          | FLC              | 37         | 3          | FACup+CdL       | 2+1             | 0+0             | -                  | -                  | -                  | -           | -           | -           | 40     | 3      |        |
| 2024-feb. 2025   | Watford          | FLC              | 22         | 2          | FACup+CdL       | 1+2             | 0               | -                  | -                  | -                  | -           | -           | -           | 25     | 2      |        |
| Totale Watford   | Totale Watford   | Totale Watford   | 76         | 7          |                 | 6               | 0               |                    | -                  | -                  |             | -           | -           | 82     | 7      |        |
| feb.-giu. 2025   | Preston N.E.     | FLC              | 11         | 1          | FACup+CdL       | -               | -               | -                  | -                  | -                  | -           | -           | -           | 11     | 1      |        |
| Totale carriera  | Totale carriera  | Totale carriera  | 230        | 22         |                 | 35              | 2               |                    | 9                  | 0                  |             | -           | -           | 274    | 24     |        |

### Cronologia presenze e reti in nazionale
| Cronologia completa delle presenze e delle reti in nazionale ― Scozia | Cronologia completa delle presenze e delle reti in nazionale ― Scozia | Cronologia completa delle presenze e delle reti in nazionale ― Scozia | Cronologia completa delle presenze e delle reti in nazionale ― Scozia | Cronologia completa delle presenze e delle reti in nazionale ― Scozia | Cronologia completa delle presenze e delle reti in nazionale ― Scozia | Cronologia completa delle presenze e delle reti in nazionale ― Scozia | Cronologia completa delle presenze e delle reti in nazionale ― Scozia |
| Data                                                                  | Città                                                                 | In casa                                                               | Risultato                                                             | Ospiti                                                                | Competizione                                                          | Reti                                                                  | Note                                                                  |
| --------------------------------------------------------------------- | --------------------------------------------------------------------- | --------------------------------------------------------------------- | --------------------------------------------------------------------- | --------------------------------------------------------------------- | --------------------------------------------------------------------- | --------------------------------------------------------------------- | --------------------------------------------------------------------- |
| 27-9-2022                                                             | Cracovia                                                              | Ucraina                                                               | 0 – 0                                                                 | Scozia                                                                | UEFA Nations League 2022-2023 - 1º turno                              | -                                                                     |                                                                       |
| 25-3-2023                                                             | Glasgow                                                               | Scozia                                                                | 3 – 0                                                                 | Cipro                                                                 | Qual. Euro 2024                                                       | -                                                                     | 75’                                                                   |
| 28-3-2023                                                             | Glasgow                                                               | Scozia                                                                | 2 – 0                                                                 | Spagna                                                                | Qual. Euro 2024                                                       | -                                                                     |                                                                       |
| 17-6-2023                                                             | Oslo                                                                  | Norvegia                                                              | 1 – 2                                                                 | Scozia                                                                | Qual. Euro 2024                                                       | -                                                                     | 60’ 79’                                                               |
| 20-6-2023                                                             | Glasgow                                                               | Scozia                                                                | 2 – 0                                                                 | Georgia                                                               | Qual. Euro 2024                                                       | -                                                                     |                                                                       |
| 8-9-2023                                                              | Larnaca                                                               | Cipro                                                                 | 0 – 3                                                                 | Scozia                                                                | Qual. Euro 2024                                                       | 1                                                                     |                                                                       |
| 12-9-2023                                                             | Glasgow                                                               | Scozia                                                                | 1 – 3                                                                 | Inghilterra                                                           | Amichevole                                                            | -                                                                     |                                                                       |
| 12-10-2023                                                            | Siviglia                                                              | Spagna                                                                | 2 – 0                                                                 | Scozia                                                                | Qual. Euro 2024                                                       | -                                                                     | 87’                                                                   |
| 16-11-2023                                                            | Tbilisi                                                               | Georgia                                                               | 2 – 2                                                                 | Scozia                                                                | Qual. Euro 2024                                                       | -                                                                     |                                                                       |
| 22-3-2024                                                             | Amsterdam                                                             | Paesi Bassi                                                           | 4 – 0                                                                 | Scozia                                                                | Amichevole                                                            | -                                                                     |                                                                       |
| 3-6-2024                                                              | Faro                                                                  | Gibilterra                                                            | 0 – 2                                                                 | Scozia                                                                | Amichevole                                                            | -                                                                     |                                                                       |
| 14-6-2024                                                             | Monaco di Baviera                                                     | Germania                                                              | 5 – 1                                                                 | Scozia                                                                | Euro 2024 - 1º turno                                                  | -                                                                     | 44’                                                                   |
| 20-3-2025                                                             | Il Pireo                                                              | Grecia                                                                | 0 – 1                                                                 | Scozia                                                                | UEFA Nations League 2024-2025 - Play-off                              | -                                                                     | 89’                                                                   |
| Totale                                                                |                                                                       | Presenze                                                              | 13                                                                    |                                                                       | Reti                                                                  | 1                                                                     |                                                                       |